# Me and Bobby McGee
Me and Bobby McGee is een popnummer dat op naam staat van de Amerikaanse liedjesschrijvers Kris Kristofferson en Fred Foster. Het is voor het eerst opgenomen door Roger Miller in 1969. De bekendste versie is die van Janis Joplin uit 1970, die na haar dood een nummer 1-hit werd in de Verenigde Staten.
Het liedje kijkt terug op een vriend(in), met wie de zanger(es) samen door de Verenigde Staten heeft gezworven, maar die intussen zijn/haar eigen weg is gegaan. Zowel een man als een vrouw kan Bobby heten, dus het nummer kan zonder veel aanpassingen door zowel een zanger als een zangeres worden gezongen. De meest geciteerde regel uit het liedje is ‘Freedom's just another word for nothin' left to lose’ (‘Vrijheid is alleen maar een ander woord voor niets meer te verliezen’).

## Versie van Roger Miller
De versie van Roger Miller, die in juli 1969 uitkwam, was met een twaalfde plaats in de Hot Country Singles, de toenmalige countryhitparade, een klein hitje.
Hetzelfde jaar verscheen het nummer op een album dat simpelweg Roger Miller heette.

## Versie van Janis Joplin
Janis Joplin nam het nummer op voor haar album Pearl; de opnamesessies daarvan begonnen op 5 september 1970. De laatste sessie was op 1 oktober 1970, drie dagen voor haar dood. Ze zong toen het a capella lied Mercedes Benz. Het is niet bekend wanneer Me and Bobby McGee precies is opgenomen. Op The Pearl sessions, een versie van het album met veel bonustracks, uitgebracht in 2012, staan een demoversie, waarop Janis Joplin zichzelf begeleidt met een akoestische gitaar en geen andere instrumenten te horen zijn, en een alternatieve ‘take’ van het nummer.
Kris Kristofferson, schrijver van het liedje, hoorde pas de dag na haar dood dat ze het had opgenomen.
Zowel het album Pearl als de single Me and Bobby McGee kwam uit in januari 1971. De single haalde
- de eerste plaats in de Billboard Hot 100, de Amerikaanse hitparade (zie Nummer 1-hits in de Billboard Hot 100 in 1971);
- de 17e plaats in de Nederlandse Top 40;[5]
- de 11e plaats in de Hilversum 3 Top 30;[6]
- de 15e plaats in de Ultratop 50, de Vlaamse hitparade.[7]

Janis Joplins versie staat op 148 in de 500 Greatest Songs of All Time, een lijst die in 2004 is samengesteld door het Amerikaanse muziektijdschrift Rolling Stone.

### NPO Radio 2 Top 2000
De versie van Janis Joplin staat al sinds 1999 genoteerd in de Radio 2 Top 2000.

| Nummer met noteringen in de NPO Radio 2 Top 2000 | '99 | '00 | '01 | '02 | '03 | '04 | '05 | '06 | '07 | '08 | '09 | '10 | '11 | '12 | '13 | '14 | '15 | '16 | '17 | '18 | '19 | '20 | '21 | '22 | '23 | '24 |
| ------------------------------------------------ | --- | --- | --- | --- | --- | --- | --- | --- | --- | --- | --- | --- | --- | --- | --- | --- | --- | --- | --- | --- | --- | --- | --- | --- | --- | --- |
| Me and Bobby McGee                               | 185 | 181 | 191 | 181 | 196 | 179 | 172 | 162 | 200 | 165 | 182 | 152 | 215 | 267 | 285 | 265 | 266 | 269 | 272 | 246 | 261 | 301 | 329 | 381 | 391 | 431 |

1. ↑  Een vetgedrukt getal geeft de hoogste notering aan.

### Evergreen Top 1000
| Evergreen Top 1000 "Janis Joplin - Me and Bobby McGee" | Evergreen Top 1000 "Janis Joplin - Me and Bobby McGee" | Evergreen Top 1000 "Janis Joplin - Me and Bobby McGee" | Evergreen Top 1000 "Janis Joplin - Me and Bobby McGee" | Evergreen Top 1000 "Janis Joplin - Me and Bobby McGee" | Evergreen Top 1000 "Janis Joplin - Me and Bobby McGee" | Evergreen Top 1000 "Janis Joplin - Me and Bobby McGee" | Evergreen Top 1000 "Janis Joplin - Me and Bobby McGee" | Evergreen Top 1000 "Janis Joplin - Me and Bobby McGee" | Evergreen Top 1000 "Janis Joplin - Me and Bobby McGee" | Evergreen Top 1000 "Janis Joplin - Me and Bobby McGee" | Evergreen Top 1000 "Janis Joplin - Me and Bobby McGee" | Evergreen Top 1000 "Janis Joplin - Me and Bobby McGee" | Evergreen Top 1000 "Janis Joplin - Me and Bobby McGee" | Evergreen Top 1000 "Janis Joplin - Me and Bobby McGee" | Evergreen Top 1000 "Janis Joplin - Me and Bobby McGee" | Evergreen Top 1000 "Janis Joplin - Me and Bobby McGee" |
| Jaar                                                   | 2008                                                   | 2009                                                   | 2010                                                   | 2011                                                   | 2012                                                   | 2013                                                   | 2014                                                   | 2015                                                   | 2016                                                   | 2017                                                   | 2018                                                   | 2019                                                   | 2020                                                   | 2021                                                   | 2022                                                   | 2023                                                   |
| ------------------------------------------------------ | ------------------------------------------------------ | ------------------------------------------------------ | ------------------------------------------------------ | ------------------------------------------------------ | ------------------------------------------------------ | ------------------------------------------------------ | ------------------------------------------------------ | ------------------------------------------------------ | ------------------------------------------------------ | ------------------------------------------------------ | ------------------------------------------------------ | ------------------------------------------------------ | ------------------------------------------------------ | ------------------------------------------------------ | ------------------------------------------------------ | ------------------------------------------------------ |
| Positie                                                | -                                                      | -                                                      | -                                                      | -                                                      | -                                                      | -                                                      | -                                                      | -                                                      | 267                                                    | 199                                                    | 162                                                    | 200                                                    | 215                                                    | 180                                                    | 177                                                    | 264                                                    |

## Andere versies
Er bestaan ongeveer honderd verschillende versies van Me and Bobby McGee. Een selectie daaruit:
- Een liveversie van het nummer staat op het album På Österåker van Johnny Cash.[9] Het is de registratie van een optreden in de gevangenis van Österåker in Zweden.
- Grateful Dead zette het nummer op het album Grateful Dead van 1971.[10] De groep bracht het nummer ook vele malen live.
- Bill Haley & His Comets namen het nummer op voor hun album Rock around the country uit 1971.[11]
- Jennifer Love Hewitt zette het nummer op haar album BareNaked uit 2002.[12]
- Waylon Jennings nam het nummer op voor zijn album Lonesome, on'ry and mean uit 1973.[13]
- Jack Jersey nam het nummer in 1976 op. Het kwam uit als single en haalde de 22e plaats in de Nederlandse Top 40,[14] de 17e plaats in de Nationale Hitparade[15] en de 19e plaats in de Ultratop 50, de Vlaamse hitparade.[16]
- Renate Kern zong in 1971 een Duitse versie van het nummer onder de titel Er nahm ein anderes Mädchen.
- Kris Kristofferson, schrijver van het liedje, nam het zelf ook op. Het staat op zijn eerste album Kristofferson uit 1970.[17] In 1971 werd het album opnieuw uitgebracht onder de titel Me and Bobby McGee. Kristofferson zong het nummer ook in de film Two-Lane Blacktop uit 1971. Ook voerde hij het uit bij een Tribute-concert in 2016, samen met Lady Antebellum, Jason Isbell, Raul Malo, Brandy Clark en anderen.[18]
- Jerry Lee Lewis bracht het nummer in 1971 als single uit.[19] De plaat haalde de 40e plaats in de Billboard Hot 100.[20] De B-kant, Would you take another chance on me, haalde de eerste plaats in de Hot Country Singles, de countryhitparade.[21] Beide nummers staan ook op het album Would you take another chance on me uit hetzelfde jaar,[22] Me and Bobby McGee staat bovendien op The "Killer" rocks on uit 1972.[23]
- Gordon Lightfoot bracht het nummer als single uit in 1970.[24] Het staat ook op zijn album Sit down young stranger uit hetzelfde jaar.[25]
- Loretta Lynn zette het nummer op haar album I wanna be free uit 1971.[26]
- Dolly Parton zong het nummer voor haar album Those were the days uit 2005.[27]
- Kenny Rogers and The First Edition nam het nummer in 1969 op voor het album Ruby, don't take your love to town.[28]
- Jan Rot bewerkte het als Mij & Hennie Verheij op zijn album Weg naar Walhalla uit 2012.[29]
- Piet Veerman and The New Cats zetten het nummer op hun album Back to you uit 1980.
- Cornelis Vreeswijk zong het nummer in het Zweeds onder de titel Jag och Bosse Lidén. Het staat op het album Getinghonung uit 1974.[30]